# Ducula cineracea
La dúcula de Timor (Ducula cineracea) es un ave de la familia Columbidae.

## Distribución geográfica
Es endémico de las islas de Timor y Wetar, pertenecientees a Indonesia y Timor oriental. Su hábitat natural son los bosques tropicales secos, subtropicales o tropicales húmedos.

## Estado de conservación
Se encuentra amenazada por la pérdida de su hábitat natural.